# Junkovac
Junkovac es un pueblo ubicado en la municipalidad de Lazarevac, en el distrito de Belgrado, Serbia.

## Superficie
Posee una superficie de 13,44 kilómetros cuadrados.

## Demografía
Hasta 2011 la población era de 834 habitantes, con una densidad de población de 62,05 habitantes por kilómetro cuadrado.